# Baba (województwo mazowieckie)
Baba – wieś sołecka w Polsce, położona w województwie mazowieckim, w powiecie ostrołęckim, w gminie Łyse.
| SIMC    | Nazwa       | Rodzaj    |
| ------- | ----------- | --------- |
| 0513372 | Podgórze    | część wsi |
| 0513389 | Zabrodzie   | część wsi |
| 0513395 | Zagościniec | część wsi |
| 0513403 | Zawądole    | część wsi |
| 0513410 | Zgryz       | część wsi |

Wierni Kościoła rzymskokatolickiego należą do parafii św. Michała Archanioła w Czarni lub do parafii Najświętszego Serca Jezusowego w Lipnikach.

## Historia
W latach 1921–1939 wieś leżała w województwie białostockim, w powiecie kolneńskim (od 1932 w powiecie ostrołęckim), w gminie Łyse.
Według Powszechnego Spisu Ludności z 1921 roku zamieszkiwało tu 401 osób w 75 budynkach mieszkalnych. Miejscowość należała do parafii rzymskokatolickiej w m. Lipniki. Podlegała pod Sąd Grodzki w Kolnie i Okręgowy w Łomży; właściwy urząd pocztowy mieścił się w m. Łyse.
W wyniku agresji Niemiec we wrześniu 1939, miejscowość została przyłączona do III Rzeszy i znalazła się w strukturach Landkreis Scharfenwiese (ostrołęcki) w rejencji ciechanowskiej (Regierungsbezirk Zichenau) Prus Wschodnich.
W latach 1975–1998 wieś administracyjnie należała do województwa ostrołęckiego.